# 東方快車
東方快車是1883年起營運的歐洲長程列車，主要行駛巴黎至伊斯坦堡，以橫貫歐洲大陸，最初由比利時公司Compagnie Internationale des Wagons-Lits營運。歷史上東方快車曾有不同的路線，但大致不離最初東西貫向的起訖點。雖然東方快車最初是指通往東方（近東、土耳其）的國際列車，但後來在各種通俗文學中均已用以指代激情的異國旅行或豪華旅遊，如的《東方快車謀殺案》及改編電影，伊恩·佛萊明所著的1957年小說《俄罗斯之恋》及改編電影作品第七號情報員續集。

## 源起

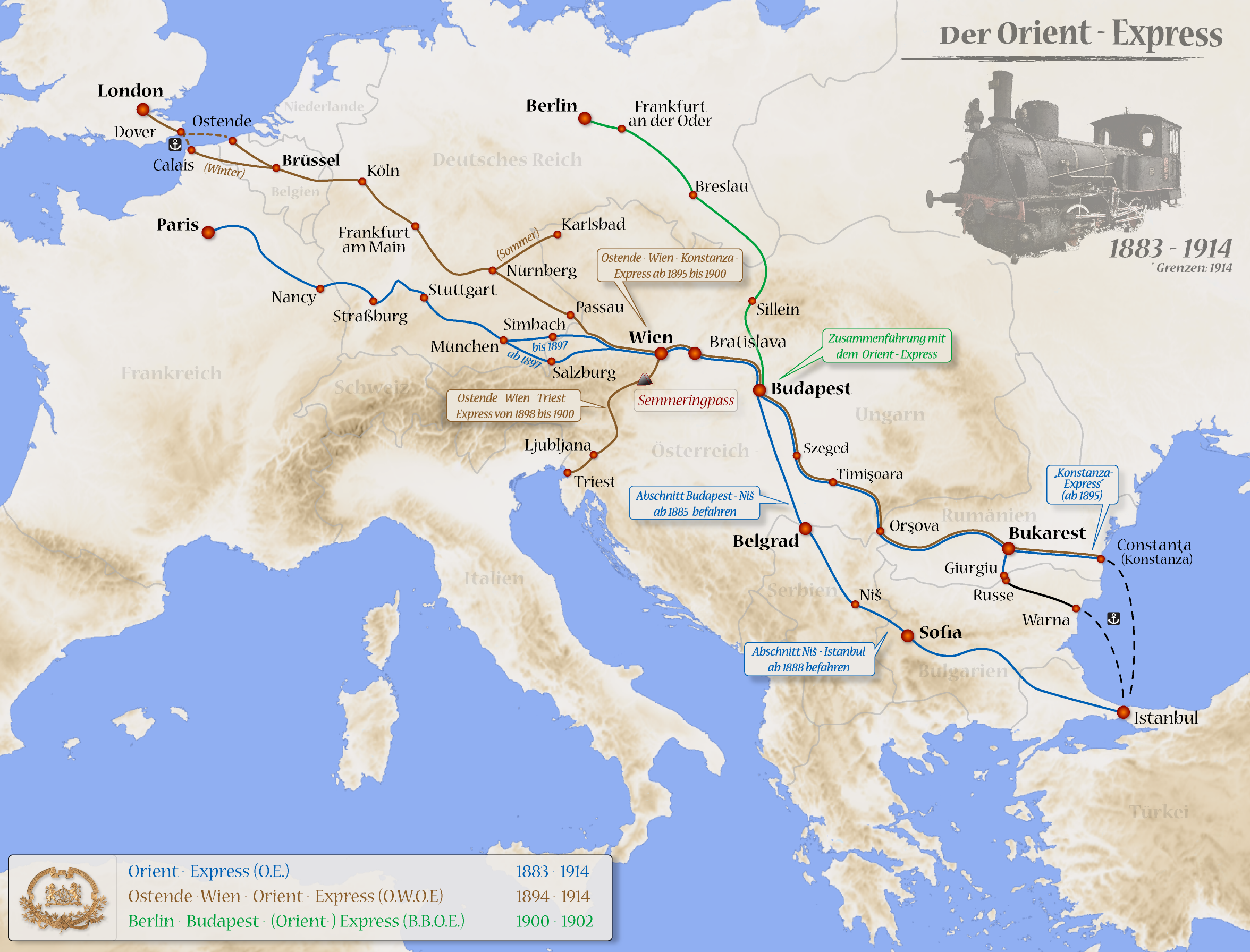
第一次世界大戰前的東方快車路線

1876年，比利時人佐治·纳吉麦克創立国际卧铺车公司，開始實現從巴黎貫通到伊斯坦堡豪華列車服務的夢想，以效法佐治·普曼在美國創立的豪華卧铺列車。
1883年10月4日，第一列東方快車名為，從巴黎東站開出，經過慕尼黑、維也納，抵達羅馬尼亞的久爾久。乘客們在此則乘船橫渡多瑙河，並在保加利亞的魯塞轉乘另一輛列車抵達瓦爾納，再轉船到達伊斯坦堡。營運初期每星期兩班列車，乘客需要支付鐵路公司的車票以及国际卧铺车公司的附加票，讓国际卧铺车公司賺取提供豪華列車服務的回報。1885年，開始有另一條路線經過維也納、塞爾維亞的貝爾格萊德、再從保加利亞的普羅夫迪夫轉抵伊斯坦堡。
1889年6月，直通伊斯坦堡的鐵路完工。此期間的列車每晚6時25分從巴黎直達維也納及布達佩斯，逢星期一及星期五開往布加勒斯特，逢星期日及星期三開往貝爾格萊德及伊斯坦堡，抵達伊斯坦堡時間為三天後的下午4點。
1891年，東方快車正式易名為。
1909年，重新裝修臥車，使用更舒適柔軟的牀舖及容許牀舖在日間摺疊得更整齊，以騰空白天的活動空間。

## 第一次世界大戰
由於爆發第一次世界大戰，東方快車自1914年7月停駛，直至1918年復業。
大战结束时，应法国政府的要求，第2419号车厢改装成福煦将军（后成为元帅）的办公室，1918年11月11日，著名的一战停战协议就在这节车厢签署。
1919年，辛普倫隧道貫通，允許列車使用南行路線經過米蘭、威尼斯以至的里雅斯特，稱為辛普倫－東方快車，並在此後成為重要路線。當時頭等車費為171美元，二等為121美元，不設三等位；列車速度大約每小時30哩，從巴黎到伊斯坦堡大約需時2.5天。

## 全盛時期

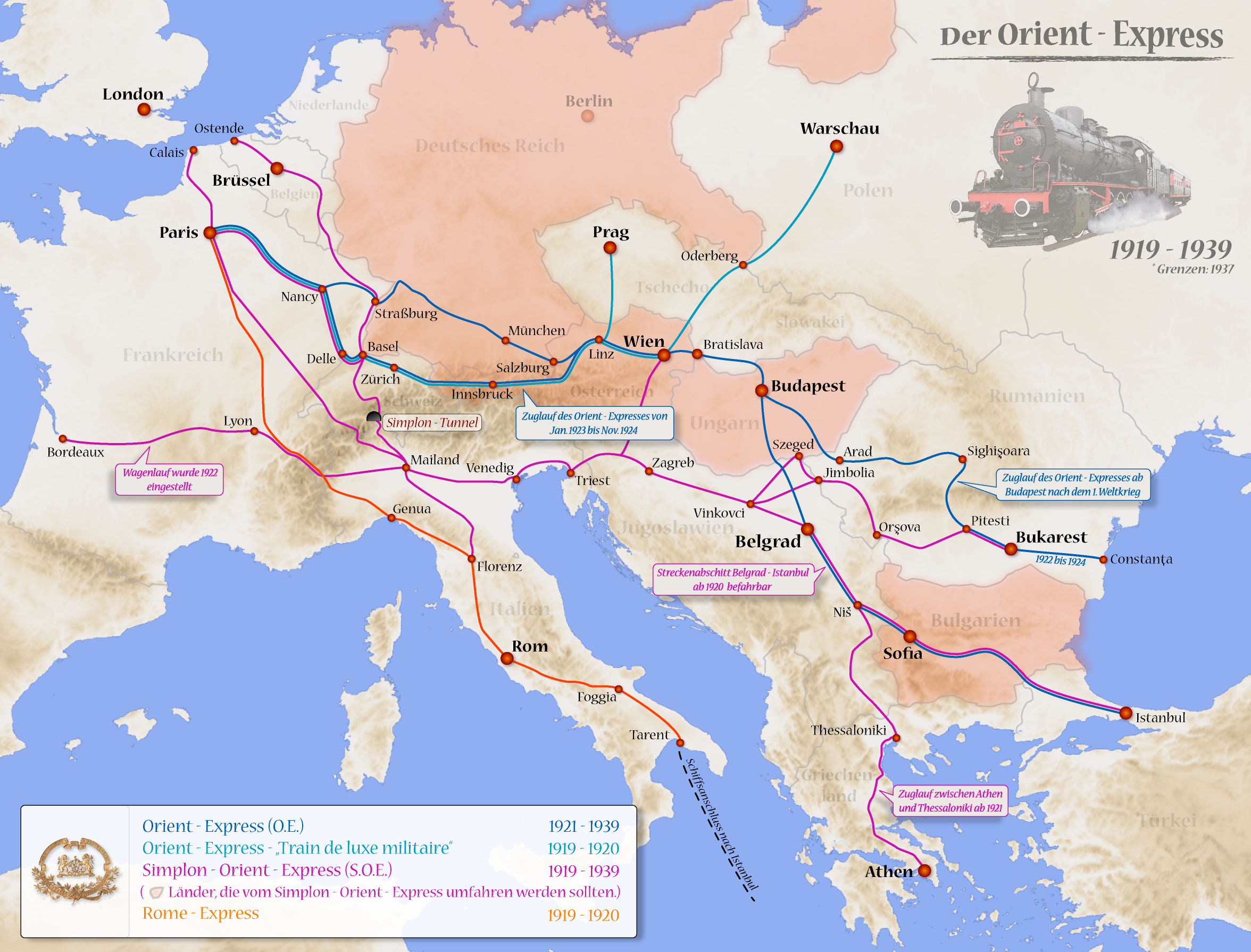
東方快車路線，戰間期

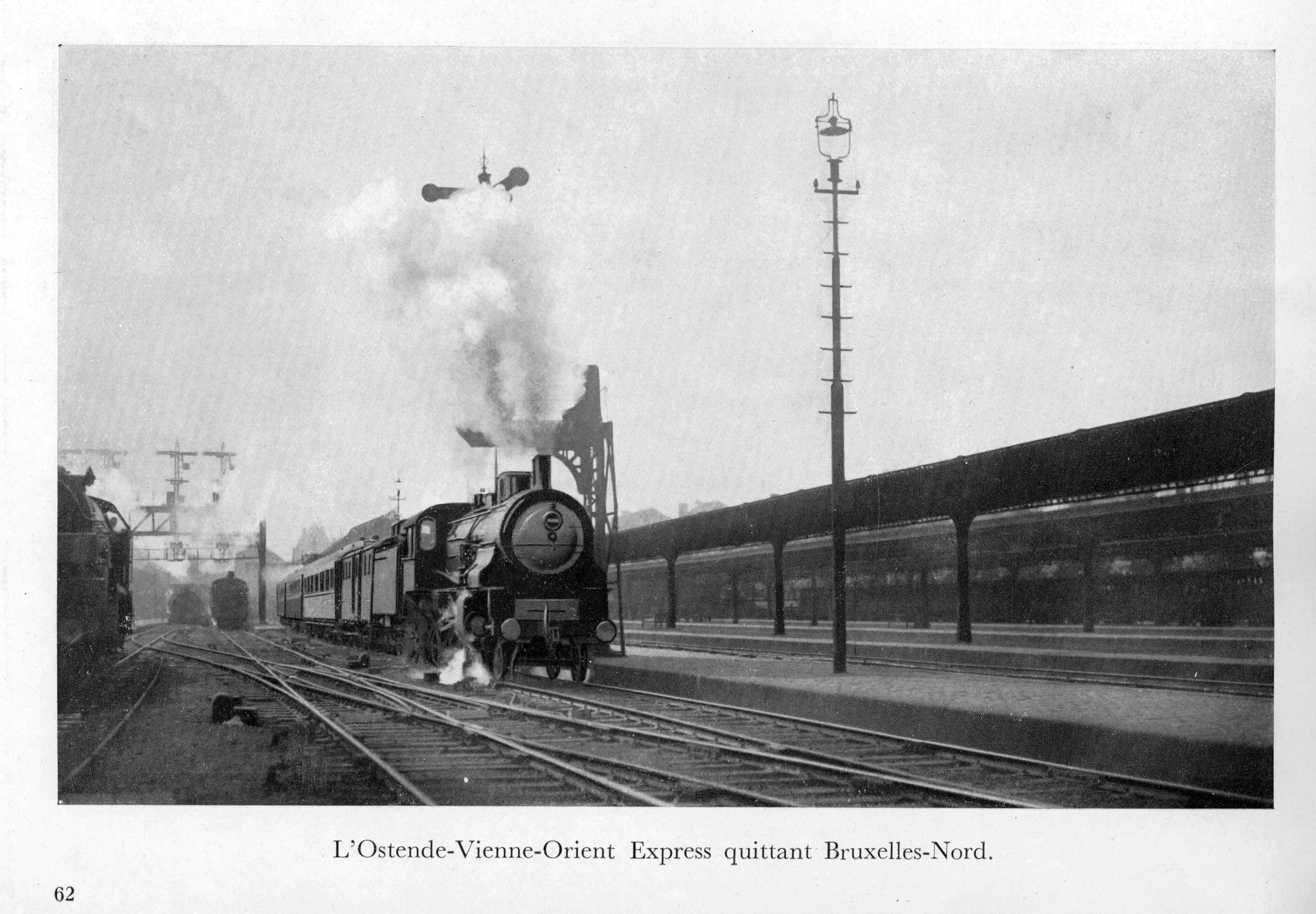
正在離開布魯塞爾北站的東方快車

1930年代同時有東方快車、辛普倫－東方快車、及亞爾堡－東方快車同時運作，是為全盛時期。亞爾堡－東方快車行駛蘇黎世、因斯布魯克至布達佩斯；設有卧車直通往布加勒斯特及雅典。在此期間，東方快車提供卧車、餐車，以舒適及豪華的服務享負盛名；各國皇室、貴族、外交家、商人絡繹不絕。鐵路西端亦伸延至加來，以方便來自英國的旅客。

## 第二次世界大戰

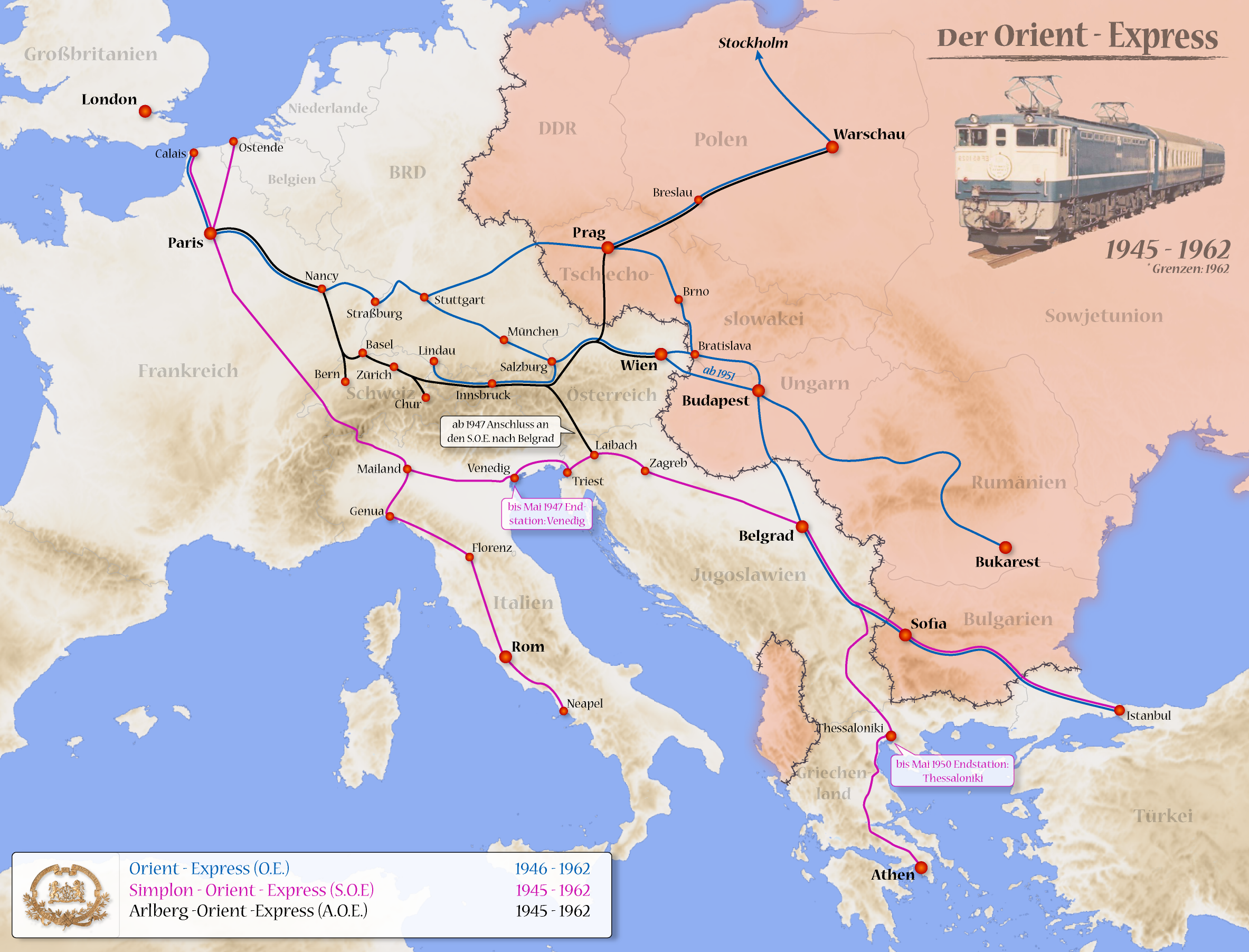
東方快車路線，第二次世界大戰後。

東方快車自1939年第二次世界大戰再度中斷服務，此期間德國Mitropa公司提供通往巴爾幹半島的服務，但由於南斯拉夫共產主義反抗運動多次破壞鐵路，服務不得不中止。
戰爭結束後的1945年11月，由於南斯拉夫與希臘之間邊境關閉，除通往雅典支線外，東方快車大致復業。1951年，南斯拉夫接連希臘邊境重開，但保加利亞與土耳其邊境於翌年關閉，1952年前東方快車不能直達伊斯坦堡。在冷戰時代，東方快車維持服務，但華沙公約國盡量使用自己的列車行駛。

## 直通東方快車（Direct Orient Express）
1962年，原有東方快車及亞爾堡－東方快車停止運作，剩下辛普倫－東方快車。1962年，較慢的直通東方快車取代辛普倫－東方快車服務，每日一班從巴黎開往貝爾格萊德，每星期兩班開往伊斯坦堡及雅典。
1971年，由於臥車附加票的收益未能支付老舊列車的維修及翻新，Wagon-Lits將臥車分別售或租予多個歐洲鐵路公司，只維持營運人員的服務。1976年，巴黎至雅典服務中止；1977年5月19日，最後一列巴黎往伊斯坦堡列車抵到站後，直通東方快車業務完全停擺。

## 現況
很多人以為直通東方快車業務停擺後，即表示東方快車結束，但事實上仍然有同名列車一如以往從巴黎經斯特拉斯堡、慕尼黑、布達佩斯抵達布加勒斯特。2001年，該服務縮短至只到達維也納。
2007年6月10日，由於巴黎至斯特拉斯堡法國高速列車的開通，東方快車再縮短至只維持斯特拉斯堡至維也納，每晚10時20分從斯特拉斯堡開出。
2009年，金融海啸席卷全球，豪华列车东方快车成了金融海啸的受害者，于12月12日退休。
值得注意的是，由於東方快車的歷史，列車聯接了法國、德國、奧地利、匈牙利、羅馬尼亞等多國的車廂，舊Wagons-Lits公司的寢卡和餐卡也可能列在其中。

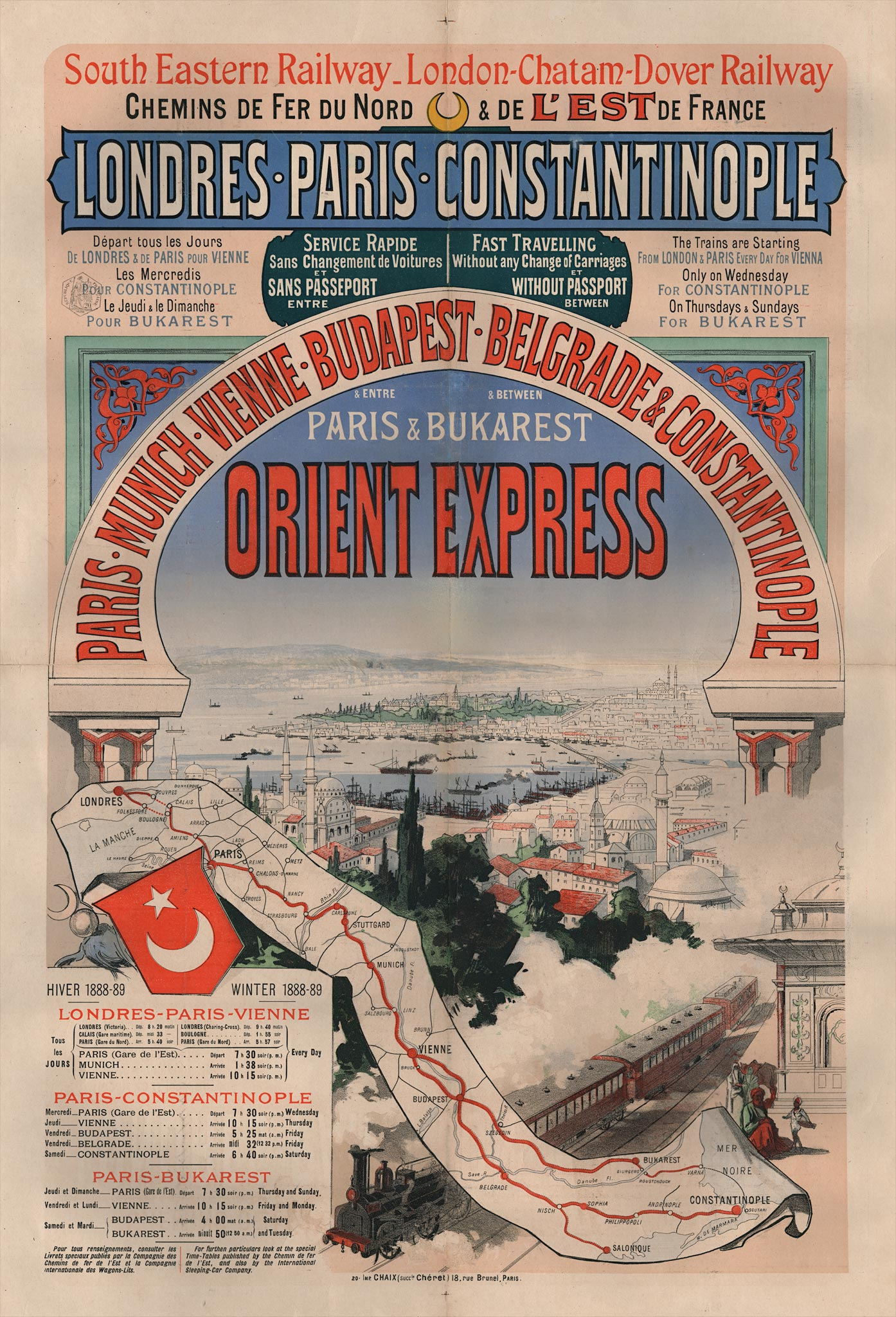
東方快車的宣傳廣告

2005年，Wagons-Lits整修推出普爾曼東方快車（Pullman Orient Express），共7節不同主題的車廂，標榜豪華、高貴、寬敞、舒適，目前的線路都是中短程，一般在晚上出發，凌晨左右返回，旅程约一小时。现已暂停服务。
雖然今天的東方列車已经暂停服务，但旅客仍然可以自行搭乘巴黎－斯特拉斯堡、斯特拉斯堡－維也納、維也納－貝爾格萊德、貝爾格萊德－伊斯坦堡等列車，追縱昔日東方快車的路線；其他變種路線如巴黎－蘇黎世－貝爾格萊德－伊斯坦堡也一樣可行，全程大概60小時。

## 威尼斯－辛普倫東方快車
1982年，东方快车再度行驶于伦敦与威尼斯之间，这趟复活的东方快车属于威尼斯—辛普伦东方快车的老板詹姆斯·舍伍德。这位也是旧火车的爱好者，热衷于购买旧火车车厢。1977年秋天，舍伍德在蒙特卡洛举办的秋季拍卖会上拍得了两节东方快车车厢，从此开始了他野心勃勃的“复活”计划。事实上这两节车厢也是大有来历，1974年电影《东方快车谋杀案》就是在这两节车厢拍摄。舍伍德不断寻觅退役的旧车厢，这些大部分都早已彻底废弃的车厢分散在世界各地、轮船码头上、仓库的角落、垃圾堆里、欧洲收藏家的私人储藏室。舍伍德锲而不舍地追寻着它们，谨慎地进行修复工作，他恢复了东方快车原来漂亮的外观；与八个不同的国家进行商谈，讨论穿越各国的事宜；大量宣传……皇天不负有心人，东方快车最终得以投入运营。重生的东方快车有12节卧铺车厢，2节工作人员车厢，3节餐车以及1节酒吧车厢—被誉为长达1.5公里的“移动古董”。 
目前，威尼斯－辛普倫東方快車（Venice Simplon Orient Express）行走倫敦－巴黎－蘇黎世－茵斯布魯克－威尼斯，在每年3月至11月間每星期一班。现在，威尼斯－辛普倫－東方快車是唯一保留下来的东方快车。

## 其他東方快車

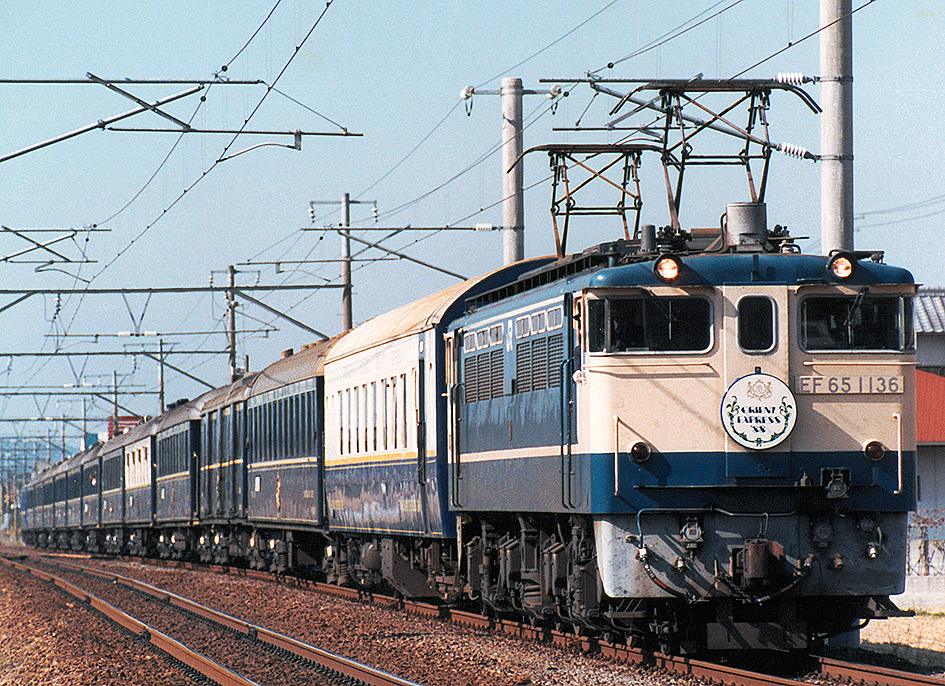
日本国铁EF65 1136号机车牵引“东方快车'88”（摄于1988年11月1日）

美洲東方快車（American Orient Express）在美國西部、加拿大及墨西哥行走，提供郵輪及五星級酒店的一系列服務，已改名為GrandLuxe Rail Journeys。
亞洲東方快車（Eastern and Oriental Express）從新加坡出发，经马来西亚吉隆坡、槟城、吉打州、泰国华欣、到達曼谷。

### 特別路綫
為紀念日本富士電視台開播30週年，東方快車開出一列特別列車，於1988年9月7日在巴黎里昂車站啟程，途經西德、东德、波兰、苏联、中国及英屬香港，最後以日本東京為終點站，全程15,494公里，同年9月22日13时13分抵达北京站并停留两天，9月26日下午2時45分在ND2型柴油机车的牽引下駛進紅磡車站，同月尾把火車裝箱由船運往日本山口縣德山下松港。在日立製作所位於山口縣下松市的笠戶事業所改裝，並於山陽本線進行試車後，10月17日由EF65電力機車牽引，從廣島站發車經山陽本線與東海道本線抵達東京車站完成這次旅程的最後一段路程，之後在日本國內週遊行駛，北至札幌、南到熊本。这些车廂在日本国内运行后，于1989年1月9日被船运至汉堡港。

东方快车'88的路线示意图